# Schloss Katharinental
Das Schloss Katharinental (estnisch Kadrioru loss) ist ein barockes Schloss im nordöstlichen Stadtteil Kadriorg der estnischen Hauptstadt Tallinn. Es wurde in den Jahren 1718 bis 1725 nach Entwurf von Nicola Michetti im Auftrag von Peter dem Großen als Geschenk für seine zweite Ehefrau Katharina erbaut. Gegenüber dem Schloss, das aktuell das Kunstmuseum Katharinental (Kadrioru kunstimuuseum) beherbergt, liegt das Präsidentenpalais.

## Geschichte
Das Barockschloss wurde von Peter dem Großen für Katharina I. bei Reval im damaligen Russischen Kaiserreich erbaut (heute Stadtbezirk Kadriorg von Tallinn). Die Anlage wurde nach dem Großen Nordischen Krieg nach Nicola Michettis Entwürfen von Gaetano Chiaveri und Michail Semzow erbaut. Der Baustil des Schlosses heißt in der Fachsprache petrinischer Barock (benannt nach Peter dem Großen) oder einfach russischer Barock. Nach der erfolgreichen Belagerung Revals während der Endphase des Großen Nordischen Krieges kaufte Zar Peter der Große von Russland ein kleines Herrenhaus im niederländischen Stil bei Lasnamäe für seine Ehegattin Katharina.
Der Bau des neuen Schlosses Katharinental begann am 25. Juli 1715. Peter und Katharina besuchten die unfertige Residenz bei einigen Gelegenheiten, aber nach dem Tod des Zaren im Jahre 1725 zeigte Katharina keinerlei Interesse mehr an dem Anwesen am Meer. Der Festsaal mit Katharinas Monogramm (russisch „E“ für „Екатерина“, gesprochen Jekaterina) und dem üppigen Stuckdekor (zurückzuführen auf Heinrich von Bergen) überdauerte, während viele andere Teile der Inneneinrichtung umgestaltet wurden. Der Gärtner Ilya Surmin war verantwortlich für den Blumengarten mit zwei Springbrunnen und dem sogenannten Illusionsgarten auf verschiedenen Ebenen. Die Gestaltung zeigt Ähnlichkeiten mit dem Park in Strelna auf. Das Schloss wurde im weiteren Verlauf des 18. Jahrhunderts von den Zarinnen Elisabeth und Katharina der Großen nur gelegentlich genutzt. 1828 bis 1830 wurden größere Restaurierungen am Palast und in der Umgebung vorgenommen. Zwischen 1741 und 1917 beherbergte der Palast den Zivilgouverneur des Gouvernements Estland.
Nach der Unabhängigkeitserklärung Estlands im Jahre 1919 wurde das Schloss zum Staatseigentum. Zeitweise beherbergte ein Flügel das Atelier des Bildhauers August Weizenberg, während andere Flächen für Kunstausstellungen genutzt wurden. Zwischen 1921 und 1928 beherbergte das Schloss den Vorläufer des Kunstmuseums Estlands. In Verbindung mit einem Staatsbesuch Gustav V. von Schweden, wurde Katharinental in eine Sommerresidenz für das Staatsoberhaupt umgewandelt. 1934 wurde das Schloss vorübergehend die offizielle Residenz des ersten Präsidenten Estlands, Konstantin Päts. 1938 wurde gegenüber des Schlosses ein neues Präsidentenpalais von Alar Kotli eröffnet. 1939 komplettierte der Architekt Olev Siinmaa die Bibliothek im aufwendigen sogenannten Danziger Barockstil.
Während der deutschen Besetzung im Zweiten Weltkrieg war das Schloss die Residenz des Zivilgouverneurs Karl-Siegmund Litzmann. Nach 1944, während der Zeit der Estnischen Sozialistischen Sowjetrepublik, diente es abermals als Hauptstandort des Estnischen Kunstmuseums. Das Gebäude wurde vernachlässigt und war zum Zeitpunkt der Unabhängigkeit Estlands 1991 eine Ruine. Restaurierungen, mitfinanziert von der schwedischen Regierung, begannen 1991. Das restaurierte Schloss wurde im Sommer 2000 wiedereröffnet, dient aber nicht mehr als Hauptstandort des Kumu Museums, sondern als Standort der Sammlung ausländischer Kunst des Museums. Diese beherbergt Gemälde von Bartholomeus van der Helst, Gillis van Valckenborch, Jacob Jordaens, Lambert de Hondt, Adriaen Cornelisz. Beeldemaker, Maria Dorothea Wagner, Bernardo Strozzi, Pietro Liberi, Anton Graff, Angelica Kauffmann, Francesco Fontebasso, Cornelis Schut, Michail Clodt von Jürgensburg und Ilja Repin.
Das Schloss beherbergt aktuell das Kunstmuseum Katharinental (Kadrioru kunstimuuseum), eine Außenstelle des Kunstmuseums von Estland (Eesti kunstimuuseum).

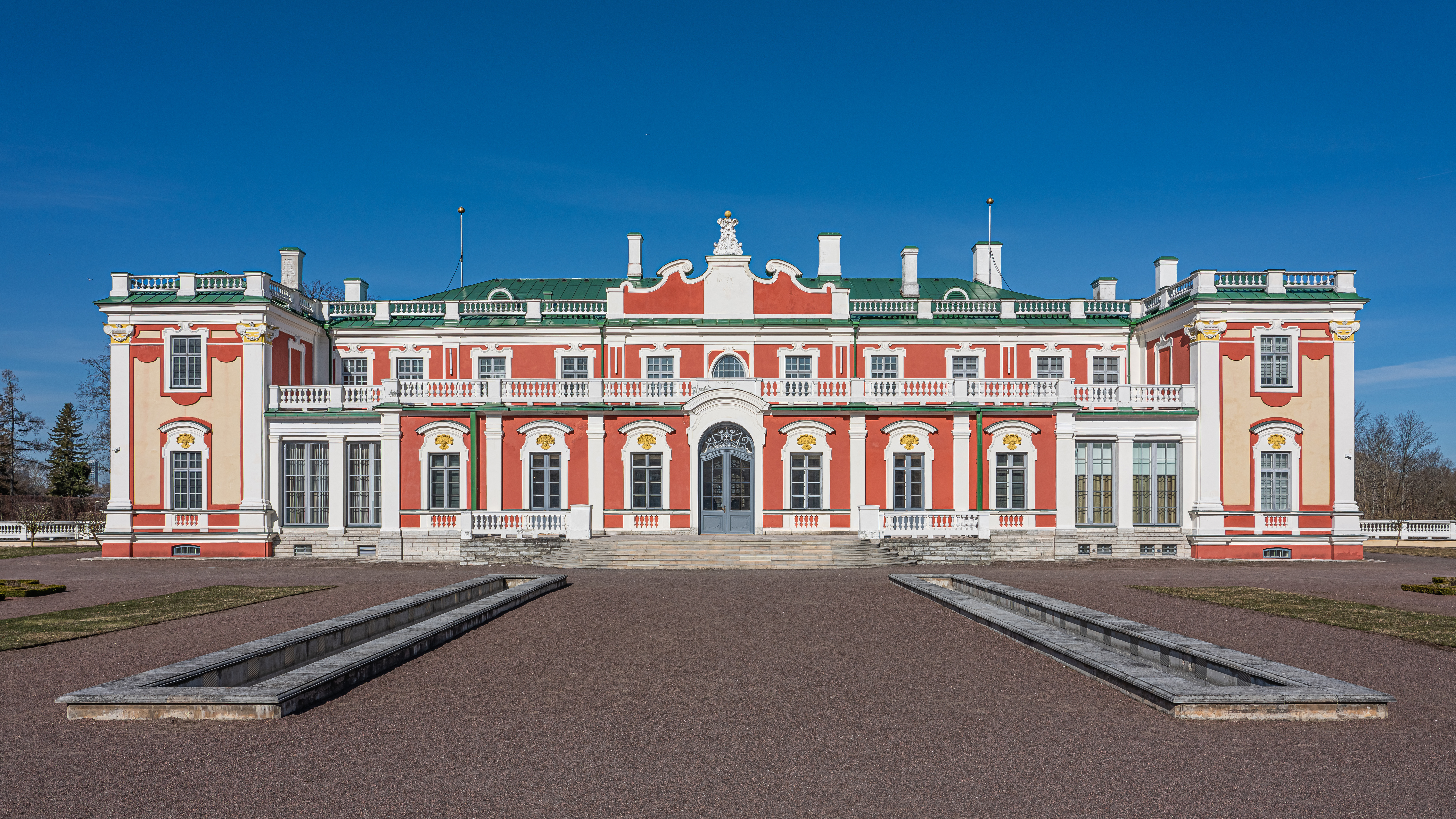
Ostfassade
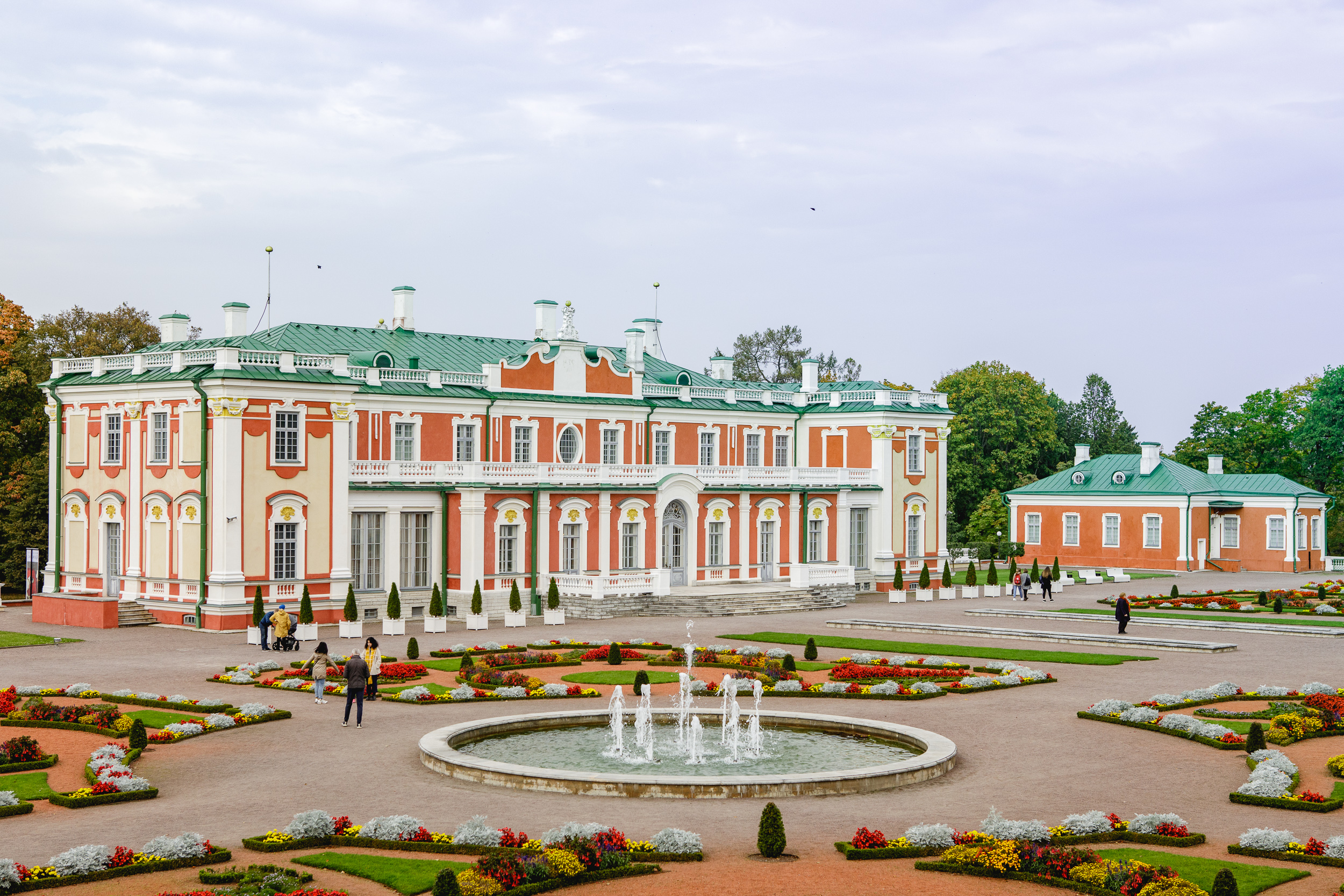
Schlosspark
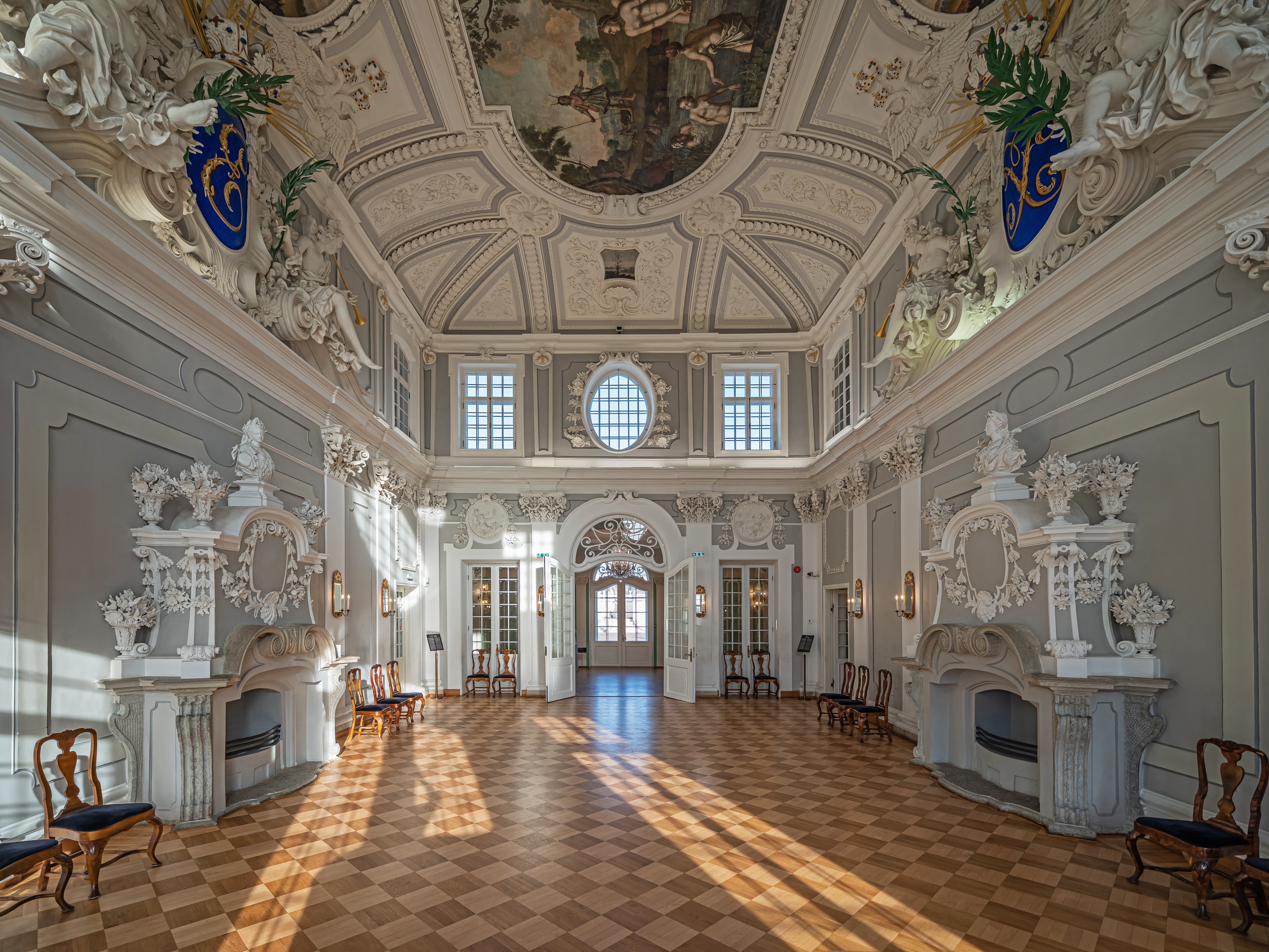
Festsaal
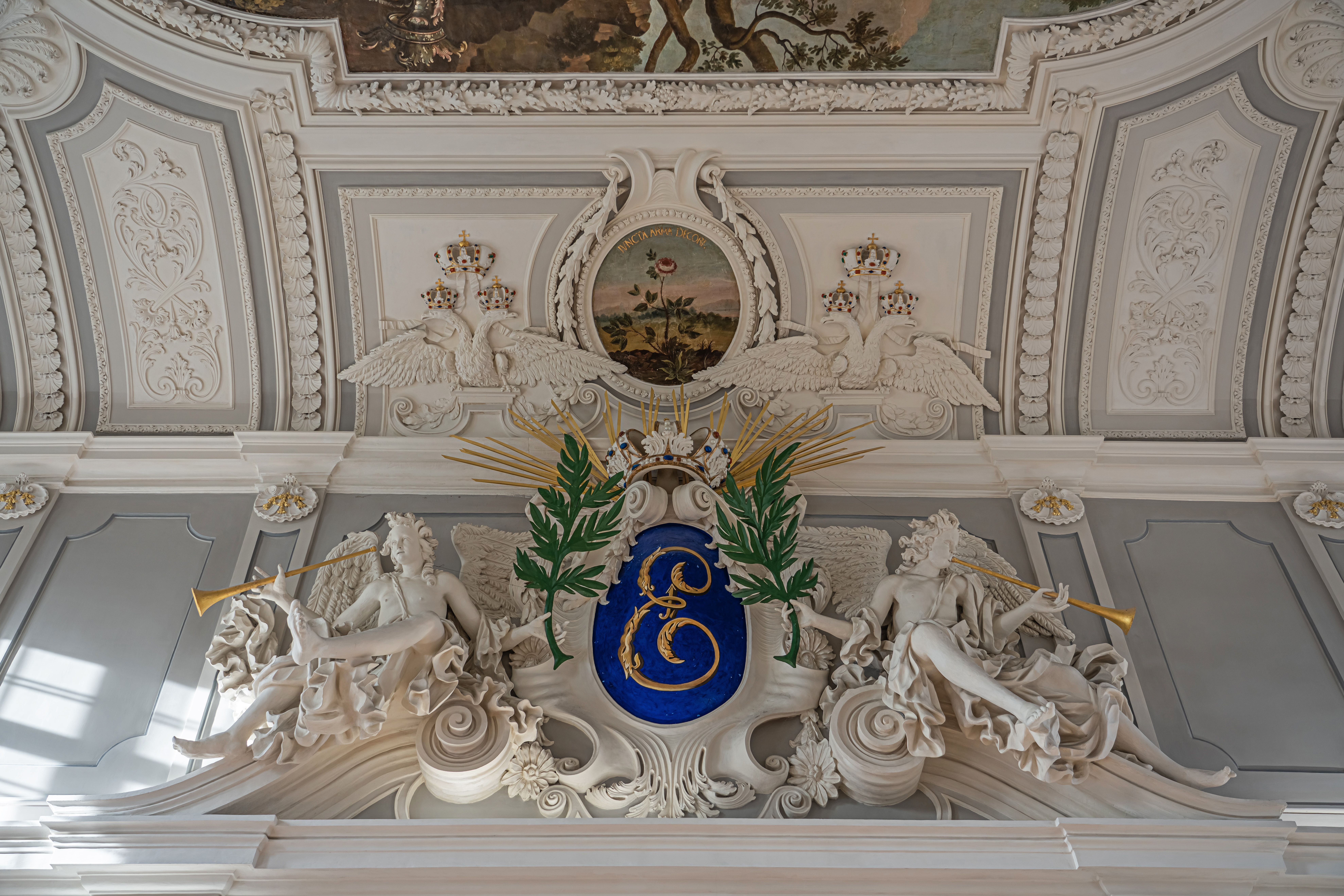
Monogramm von Katharina
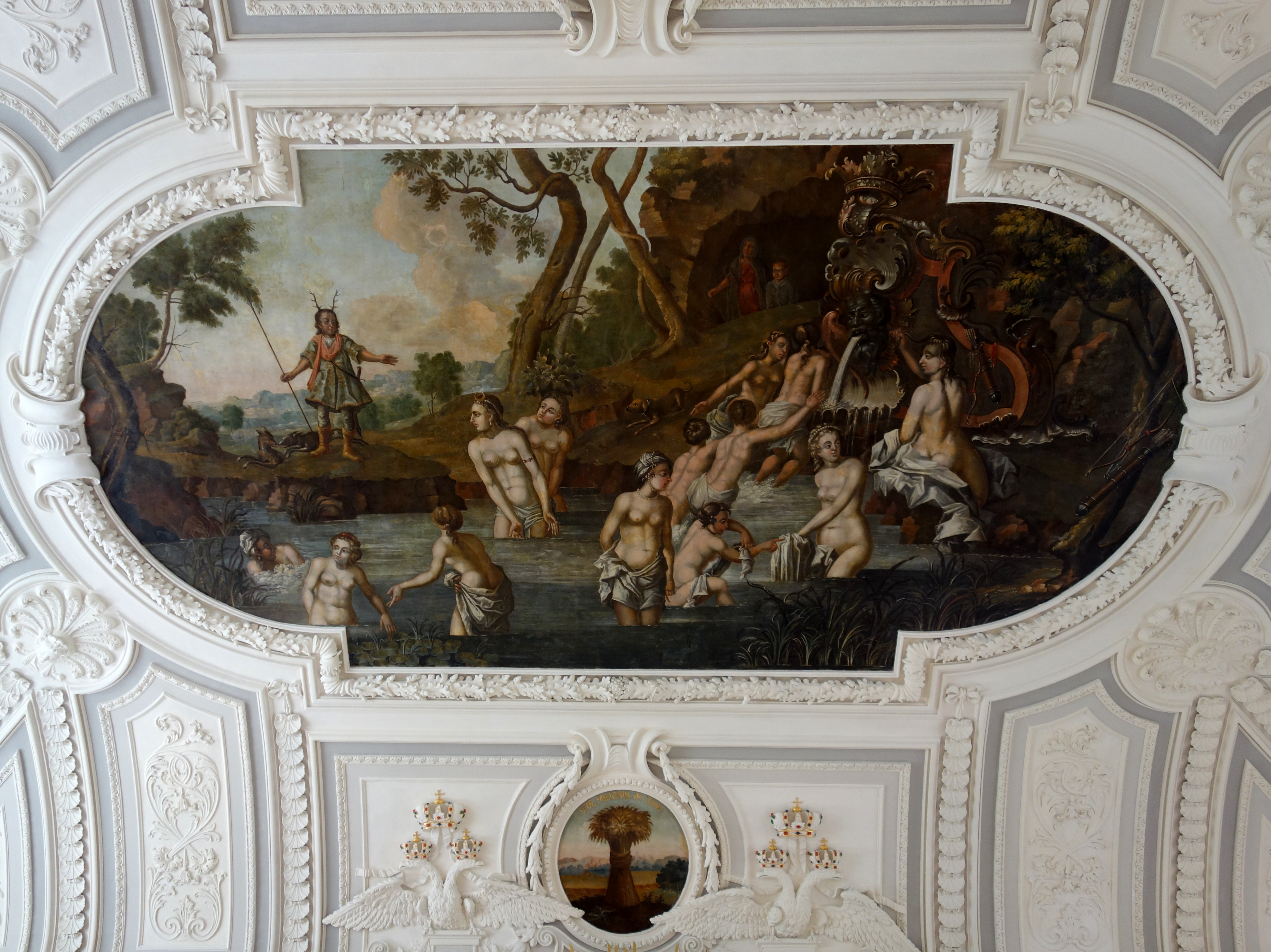
Deckenmalerei